# 克拉斯内 (扎波罗热州)
47°1′13″N 36°8′12″E / 47.02028°N 36.13667°E
克拉斯內（烏克蘭語：Красне）是位於烏克蘭東南部的镇，由扎波羅熱州別爾江斯克區的切爾尼希夫卡市鎮負責管轄。該村處於喬克拉克河畔，始建於1962年，面積0.31平方公里，海拔高度113米。